# アウソニア (小惑星)
アウソニア (63 Ausonia) は、小惑星帯に位置する小惑星の一つ。1861年2月10日にイタリアの天文学者、アンニーバレ・デ・ガスパリス (Annibale de Gasparis) により発見された。アウソニアとは、イタリアの異称の一つである。光度曲線のデータより、小さな衛星の存在する可能性が指摘されている。
2000年12月に日本で掩蔽が観測された。